# チューリッヒ工科大学

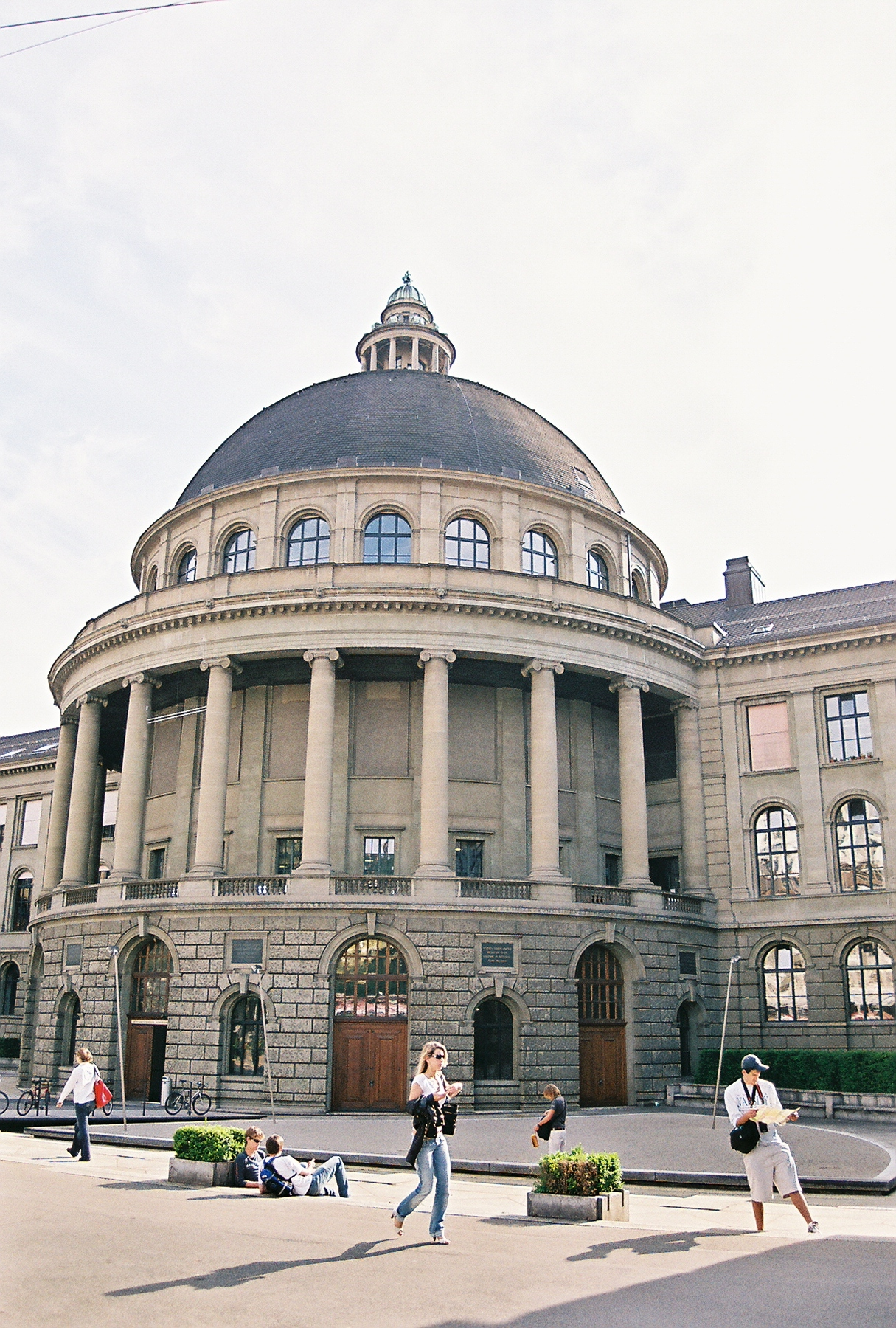

スイス連邦工科大学チューリッヒ校（スイスれんぽうこうかだいがくチューリッヒこう、ドイツ語: Eidgenössische Technische Hochschule Zürich, ETH Zürich, ETHZ, 英語: Swiss Federal Institute of Technology in Zurich, ETH Zurich）は、スイス連邦のチューリッヒ市にある国立大学である。通称チューリッヒ工科大学。スイスの最高学府の工科大学であり、1855年に創設された。QS世界大学ランキングでは、2024年、2025年ともに世界7位 、THE世界大学ランキングでは、2023年、2024年ともに世界11位  であり、いずれも非英語圏では1位である。また、Nature Index 研究機関の規模で調節した質の高い論文ランキング2019では、世界13位である。さらに、これまでに22名のノーベル賞受賞者、2名のフィールズ賞受賞者、3名のプリツカー賞受賞者、1名のチューリング賞受賞者を輩出するなど、世界有数の名門校である。
留学生が多く、世界約120カ国から集まった2万1000人以上の学生が学ぶ。学費は年間約1380スイスフラン（日本円換算で約14万円）と、物価が高いスイス国内としては低く抑えている。世界中から優秀な人材を集めて、スイスの国際競争力向上やイノベーションを促す狙いがある。
ETHは世界有数の工科大学であり、様々な大学ランキングの上位に入ることが多い。また、フランス語圏のローザンヌには姉妹校であるスイス連邦工科大学ローザンヌ校（EPFL）がある。ETHはIDEAリーグと国際研究型大学連合の創設時のメンバーであり、Top Industrial Managers for Europe の一員でもレントゲン、アインシュタインなどが学んだ。アインシュタインは、大学に残って助手になりたがったが採用されなかった（後に教授職に就いている）。

## 名称
一般にはチューリッヒ工科大学などと呼ばれることが多い。地元チューリッヒ（ドイツ語圏）では、Poly (ドイツ語での旧称であるEidgenössisches Polytechnikumに由来）や、ETH、ETH Zürich（いずれも現在のドイツ語の名称に由来）などとと呼ばれることも多い。とくに、ETH（ドイツ語では「エーテーハー」に近い発音になる）という呼称は大学の公式HPなどでも広く使われている。便宜上、本記事でもスイス連邦工科大学チューリッヒ校を指してETHの語を用いることにする。

## 沿革

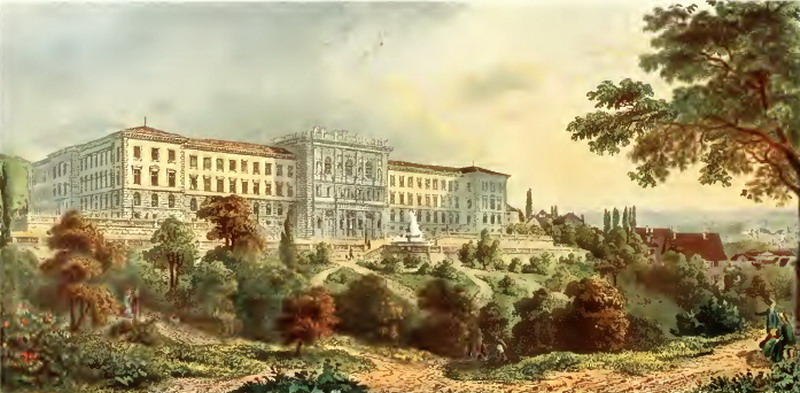
1865年のETHの校舎

ETHは1854年にスイス連邦共和国政府によって設立され、教育機関としてはその翌年から機能し始めた。創設時の名称はEidgenössische Polytechnische Schuleである（「国立技術専門学校」の意）。当初は建築学系、都市工学系、機械工学系、化学系、林業学系、多目的学系（数学、自然科学、文学、社会=政治学を包括）の6つの学系より構成されていた。ETHは国立の単科大学であり（スイス政府の直属の付置機関でもある）、チューリッヒ市街地のキャンパスのすぐ隣には州立のチューリッヒ大学がある。
ETH設立の際には、その妥当性を巡って議論が分かれた。自由主義者は「国立大学」の設立を政府に要求した一方、保守勢力は自由主義者の考えには妥協せず、スイス国内の全ての大学は州立であるべきだと主張した。設立当初、ETHはチューリッヒ大学内の建物に間借りしていた。
1909年、ETHの教育課程は大学のものに沿った形に再構成され、博士号授与の権利が与えられた。1911年に現在の名前になった。1924年には学系の再編成が行われ、12の学系に再編された。現在、ETHには16の学系がある。
1993年からは、ETHとEPFL、そのほか4つの国立研究所をあわせてETH領域というスイス連邦経済・教育・研究省直属の付置機関となった。

## 評価
ETHは常に世界のトップレベルの大学に位置づけられる。有名な世界大学ランキングでは毎年スイス国内の大学としては最上位に、ヨーロッパ圏としては上位5校、世界では上位15校にランク入りすることが多い。また、SwissUP Ranking スイス国内の大学ランキングやドイツ語圏の大学ランキングにおいても、ETHは特に自然科学分野・コンピューター分野で1位になることが多い。
| Year | 総合順位 |
| ---- | -------- |
| 2015 | 13位     |
| 2016 | 10位     |
| 2017 | 10位     |
| 2018 | 11位     |
| 2019 | 13位     |

ETHはこの5年連続で、タイムズ・ハイアー・エデュケーションの大学ランキングで15位以内に入っている。2019年度のランキングにおいては、総合で世界13位、工学とIT分野では8位、物理科学の分野では8位につけている。タイム誌の大学ランキングの中でのETHの順位の変動は右の通りである。
上海交通大学が作成する世界研究大学ランキングでは、ETHはヨーロッパ圏の大学では4位に、全世界の大学で化学分野では6位、数学・自然科学分野では9位にランクされている。
QS世界大学ランキング（2018-2019）においては、地球・海洋分野で世界1位、総合でも世界6位にランクされている。
歴史的に、ETHは化学、数学、物理学の分野で評判が高かった。これまでに、卒業生・教官のなかから21人のノーベル賞受賞者を輩出している。最近のノーベル賞受賞者は、2002年に化学賞を受賞したクルト・ヴュートリッヒである。最も有名なETH出身の受賞者はアルベルト・アインシュタインであろう。その他の著名な受賞者にはレントゲン、ハー・ゴビンド・コラナなどがいる。
西ヨーロッパにおけるフィールド生物学、化学、物理学、数学の分野の大学院教育についての調査では、インペリアル・カレッジ・ロンドンとケンブリッジ大学の2校とともに、ETHは突出して優れた大学院教育を行う3校のうちの1校に選ばれた。また2009年度には、ETHは最先端の研究のための助成金を13億スイスフラン(およそ12億ドル) 獲得している。
起業も盛んで、1996年～2018年で400社以上のETH発スタートアップ企業が設立された。起業志望者への指導や研究開発費補助といった支援制度もある。

## 入試と教育
スイスの他の公立大学と同様、ETHは基本的にスイスで教育を受けた者を対象には学部生を選抜する入試を行わず、基本的にスイス国内の大学入学資格（Matura）を持つ全てのスイス国民に対して門戸を開放している。また、GCSEなどの試験で一定の成績をあげたり、一定の学力を持った留学生に対しても門戸を開放している。しかし、ほとんどの留学生は簡略入学試験（Reduced entrance exam）か総合入学試験 (Comprehensive entrance exam）のどちらかに合格する必要がある。特に総合入学試験は「高等学校卒業」などの学歴がない志願者でも受験することができる。
1年度は2つのセメスターに分けられる。学系によっては、学部課程では入学初年度の学生には試験はまったく課せられない。しかし、初年度の第2セメスター終了後の夏に各コースが定めるBasisprüfung（「基礎試験」の意）と呼ばれる試験に合格しなければならない。この試験で平均点に届かなかった学生は留年して再び翌年の基礎試験を受けなければならない。初めて基礎試験を受けた学生のうち50%以上が不合格となり、そのほとんどはそのまま退学してしまう。高年次の試験も基礎試験と同様のシステムで行われるが、合格率は比較的高い。学部課程の規定の在学期間は6セメスター、修士課程の在学期間は3セメスターであり、各課程の最終セメスターでは論文を執筆しなければならない。
ETHは数学教育に力を入れており、全ての学系において論理力を鍛えるための大量の数学教育が施される。また、学部1年生・2年生を対象にした授業は主にドイツ語で行われる（例外としてフランス語・英語でのコースも少数ある）が、学部3・4年と大学院生の教育は主に英語で行われる。

## 学系 Department[17]
チューリッヒ工科大学(ETH Zurich)は16の学系を擁し、幅広い学術分野をカバーしている。
| コンピューティングプラットフォーム研究所 Institute for Computing Platforms       |
| 高性能計算システム研究所 Institute for High Performance Computing Systems        |
| 理論計算機科学研究所 Institute for Theoretical Computer Science                  |
| 知能インタラクティブシステム研究所 Institute for Intelligent Interactive Systems |
| ビジュアルコンピューティング研究所 Institute for Visual Computing                |
| 情報セキュリティ研究所 Institute for Information Security                        |
| 機械学習研究所 Institute for Machine Learning                                    |
| プログラミング言語システム研究所 Institute for Programming Languages and Systems |

| 食品栄養健康研究所 Institute of Food, Nutrition and Health (IFNH)                     |
| 生体力学研究所 Institute for Biomechanics (IfB)                                       |
| スポーツ人間運動科学研究所 Institute of Human Movement Sciences and Sport (IBWS)      |
| トランスレーショナルメディシン研究所 Institute of Translational Medicine (ITM)        |
| 神経科学研究所 Institute for Neuroscience (INS)                                       |
| ロボット工学・知能システム研究所 Institute of Robotics and Intelligent Systems (IRIS) |
| 環境意思決定研究所 Institute for Environmental Decisions (IED)                        |
| 生物医学プロテオミクスプラットフォーム Biomedical Proteomics Platform (BMPP)          |

## キャンパス
ETHは2カ所のキャンパスを持つ。大学本部はチューリッヒ市街地に1860年代に建てられた。その後、ETHの発展とともに敷地は拡大していった。
その中心部はチューリッヒ市街地に点在する多くの建物と研究所よりなる。大学本部は道を挟んで、チューリッヒ大学のまさに目と鼻の先にある。
地理的な制約のために、ETHの拡大につれて中心市街では手狭になっていった。そこで、1964年から1976年にかけて、チューリッヒ郊外のヘンガーベルク(Hönggerberg)に新しいキャンパスを造成した。最近では2003年に、キャンパスの大規模な増築がなされた。そして、ヘンガーベルクには 物質科学、建築学、都市工学、物理学、生物学、化学などの学系の建物がある。

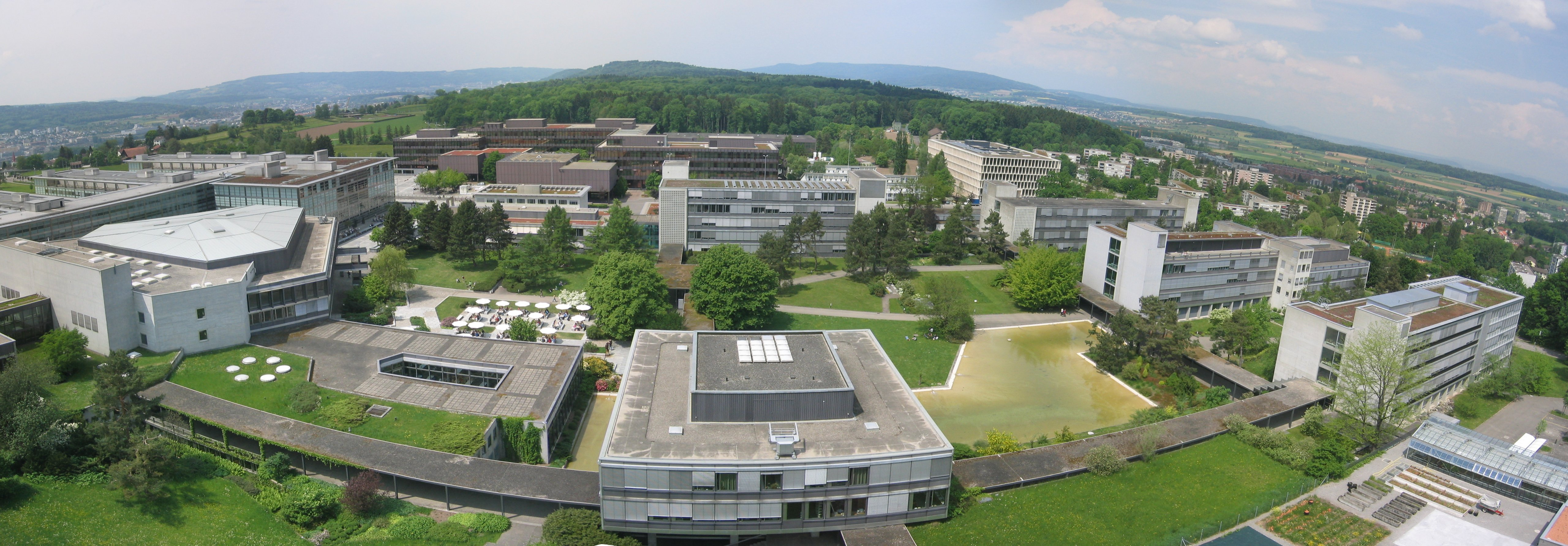
ヘンガーベルクのキャンパス全景

## 学生生活
ETHの学生たちはスイスで高等教育を受ける学生の中で最も忙しい学生であろう。学部生の過密なカリキュラムはスイスの他の大学に比べておよそ2倍の授業数からなっている。ETHには100を超える学生組合があり，学生組合は様々なイベントを企画する。隣のチューリッヒ大学のイベントにはよくETHの学生たちが参加し，同様にETHのイベントにもチューリッヒ大学の学生が参加する。ETHの学生組合でも有名なVSETHはPolyball(工科大学球技大会の意)やPolyparty(工科大学学祭の意)、Erstsemestrigenfest(第一長期休暇フェスティバルの意)など、ひろく一般から参加者を募る大規模なイベントを開催している。Erstsemestrigenfestなどはとりわけ規模の大きい会場で開かれることもあり(チューリッヒ空港など)、多くの若い学生がイベントを楽しむ。
学術スポーツ組合(ASVZ)は80もの運動部からなっている。最大のスポーツイベントはSOLA-Stafetteという14区間からなる120km以上を走る駅伝である。2009年のSOLA-Stafetteには780チームが参加した。

## 姉妹校
- スイス連邦工科大学ローザンヌ校（EPFL）

## 著名な卒業生
- ヴィルヘルム・レントゲン - 物理学者、X線の発見者
- アルベルト・アインシュタイン - 物理学者、特殊及び一般相対性理論、相対論的宇宙論など。
- ジョン・フォン・ノイマン ‐ 数学者、コンピュータ開発など(同大学はブダペスト大学大学院との掛け持ち)。
- ニクラウス・ヴィルト - プログラミング言語「Pascal」「Modula-2」などの開発者。
- ヘンドリク・ペトルス・ベルラーヘ - 建築家
- サンティアゴ・カラトラバ - 建築家
- ヘルツォーク&ド・ムーロン - 建築家
- ベルナール・チュミ - 建築家
- カルロス・クライバー - 指揮者
- シモン・アマン - スキー選手、2002年ソルトレークシティオリンピックで男子スキージャンプのノーマルヒルとラージヒルで金メダルを獲得。